# Motloutse
Motloutse – rzeka we wschodniej Botswanie, lewy dopływ Limpopo. Jej zlewisko to 19 053 km². Utworzono na niej tamę Letsibogo, która zaopatruje w wodę miasto przemysłowe Selebi-Phikwe oraz pobliskie tereny.   